# Mondego
Mondego – rzeka w Portugalii w regionie Centrum, o długości 258 km, najdłuższa z rzek płynących tylko na terytorium tego państwa. Posiada źródła w górach Serra da Estrela, najwyższym masywie górskim w kontynentalnej części Portugalii, na wysokości 1425 m n.p.m. Uchodzi do Oceanu Atlantyckiego nieopodal miasta Figueira da Foz. Największym miastem, przez które przepływa Mondego, jest Coimbra.